# Klusterfuk
Klusterfuk è un EP del rapper statunitense Tech N9ne, pubblicato nel 2012.

## Tracce
1. Klusterfuk (featuring Sassy) – 4:15
2. Blur (featuring Wrekonize) – 4:40
3. Can't Stand Me (featuring Krizz Kaliko) – 2:44
4. Ugly Duckling (featuring Aqualeo) – 4:36
5. Awkward – 3:29
6. D.K.N.Y. (featuring Krizz Kaliko) – 3:43